# Odorrana yentuensis
Espèce
Odorrana yentuensis est une espèce d'amphibiens de la famille des Ranidae.

## Répartition
Cette espèce est endémique de la province de Bắc Giang dans le nord-est du Viêt Nam. Elle se rencontre dans les monts Yen Tu, entre 300 et 500 m d'altitude.

## Étymologie
Son nom d'espèce, composé de yentu et du suffixe latin -ensis, « qui vit dans, qui habite », lui a été donné en référence au lieu de sa découverte, les monts Yen Tu.

## Publication originale
- Tran, Orlov & Nguyen, 2008 : A new species of Cascade Frog of Odorrana Fei, Yi et Huang, 1990 genus (Amphibia: Anura: Ranidae) from Bac Giang Province (Yen Tu Mountain Range, northeast Vietnam). Russian Journal of Herpetology, vol. 15, no 3, p. 212-224.